# ザ・ラストクイーン 朝鮮王朝最後の皇太子妃
『ザ・ラストクイーン 朝鮮王朝最後の皇太子妃』（ザ・ラストクィーン　”더 라스트 퀸”　The Last Queen）は、田月仙（チョン・ウォルソン）企画・プロデュース・主演のオペラである。モデルは朝鮮王朝（李王家）の最期の皇太子・李垠に嫁いだ梨本宮方子（李方子）。

## 上演履歴
- 2015年、日韓国交正常化50周年記念公演として新国立劇場で初演（昼・夜公演）。
同年NHKのドキュメンタリー・BS1スペシャル『韓国の母になった日本人 朝鮮王朝最後の皇太子妃』ほか各種メディアでも紹介される。
- 2016年、平成28年度（第71回）文化庁芸術祭参加公演として東京で再演（昼・夜公演）。
- 2019年、大阪（昼・夜公演）で公演。300人あまりのキャンセル待ち。
- 2021年、東京アンコール公演（昼・夜公演）。
- 2022年3月、東京アンコール公演（追加公演）予定。
各公演で、李方子の甥、廣橋興光（広橋家）、岸田文雄、武藤正敏、歴代の駐日大韓民国特命全権大使・柳興洙・李俊揆・李洙勲・姜昌一などが祝辞を寄せている。